# La Repubblica
La Repubblica er én af Italiens største aviser. Den udgives fra Rom og blev grundlagt af Eugenio Scalfari i 1976.